# Phaeolus
I funghi appartenenti al genere Phaeolus (Pat.) Pat. (1900) sono lignicoli, generalmente bruni, con corpo fruttifero da pileato a sessile, spesso imbutiforme, con spore giallastre, lisce.

## Specie diPhaeolus
La specie tipo è Phaeolus schweinitzii (Fr.) Pat. (1900).